# Persone di nome Maximilian
| Questa pagina contiene informazioni ricavate automaticamente dalle voci biografiche con l'ausilio del template Bio e di un bot. L'aggiornamento è periodico e automatico e ricostruisce completamente la pagina. Se manca una persona in questa lista, sei pregato di non aggiungerla, ma accertati piuttosto che la sua voce biografica contenga il template Bio e che i dati anagrafici siano correttamente compilati. Se il template Bio manca, inseriscilo tu stesso o, in alternativa, metti l'avviso {{tmp\|Bio}} che ne segnala la mancanza. Se i dati riportati sono sbagliati, correggi direttamente la voce biografica; le modifiche saranno visibili in questa lista entro pochi giorni. Per chiarimenti vedi il progetto antroponimi. La lista contiene solo le 159 persone che sono citate nell'enciclopedia e per le quali è stato implementato correttamente il template Bio. Pagina aggiornata al 22 lug 2025. |

Questa è una lista di persone presenti nell'enciclopedia che hanno il nome Maximilian, suddivise per attività principale.

## Abati(1)
- Maximilian Stadler, abate, compositore e musicologo austriaco (Melk, n. 1748 - Vienna, † 1833)

## Ammiragli(4)
- Maximilian Daublebsky von Eichhain, ammiraglio austriaco (Vienna, n. 1865 - Moravče, † 1939)
- Maximilian Daublebsky von Sterneck, ammiraglio austriaco (Klagenfurt, n. 1829 - Vienna, † 1897)
- Maximilian Njegovan, ammiraglio austro-ungarico (Zagabria, n. 1858 - Zagabria, † 1930)
- Maximilian von Spee, ammiraglio tedesco (Copenaghen, n. 1861 - al largo delle isole Falkland, † 1914)

## Anatomisti(1)
- Maximilian Braun, anatomista e zoologo tedesco (Mysłowice, n. 1850 - Königsberg, † 1930)

## Arabisti(1)
- Max van Berchem, arabista svizzero (Ginevra, n. 1863 - Vaumarcus, † 1921)

## Archeologi(1)
- Maximilian Mayer, archeologo tedesco (Prenzlau, n. 1856 - Lipsia, † 1939)

## Architetti(2)
- Max Fabiani, architetto e urbanista italiano (San Daniele del Carso, n. 1865 - Gorizia, † 1962)
- Max Hegele, architetto austriaco (Vienna, n. 1873 - Vienna, † 1945)

## Arcivescovi cattolici(1)
- Maximilian Friedrich von Königsegg-Rothenfels, arcivescovo cattolico tedesco (Colonia, n. 1708 - Bonn, † 1784)

## Astronomi(2)
- Maximilian Hell, astronomo e gesuita ungherese (Štiavnické Bane, n. 1720 - Vienna, † 1792)
- Max Wolf, astronomo tedesco (Heidelberg, n. 1863 - Heidelberg, † 1932)

## Attori(10)
- Maximilian Dirr, attore tedesco (Landshut, n. 1983)
- Maximilian Grill, attore tedesco (Monaco di Baviera, n. 1976)
- Max Irons, attore e modello britannico (Londra, n. 1985)
- Max Martini, attore statunitense (Woodstock, n. 1969)
- Maximilian Mauff, attore tedesco (Berlino, n. 1987)
- Maximilian Mundt, attore tedesco (Amburgo, n. 1996)
- Maximilian Nisi, attore e regista teatrale italiano (Faenza, n. 1970)
- Maximilian Pekrul, attore tedesco (Neuruppin, n. 1989)
- Maximilian Schell, attore e regista austriaco (Vienna, n. 1930 - Innsbruck, † 2014)
- Max von der Groeben, attore tedesco (Colonia, n. 1992)

## Aviatori(1)
- Maximilian Volke, aviatore tedesco (Monaco di Baviera, n. 1915 - Mirandola, † 1944)

## Biologi(1)
- Max Hartmann, biologo tedesco (Lauterecken, n. 1876 - Buchenbühl im Allgäu, † 1962)

## Bobbisti(1)
- Maximilian Arndt, ex bobbista tedesco (Oberhof, n. 1987)

## Botanici(1)
- Max Westermaier, botanico tedesco (Kaufbeuren, n. 1852 - Friburgo, † 1903)

## Calciatori(35)
- Max Aarons, calciatore inglese (Hammersmith, n. 2000)
- Maximilian Arfsten, calciatore statunitense (Fresno, n. 2001)
- Max Arnold, calciatore tedesco (Riesa, n. 1994)
- Maximilian Bauer, calciatore tedesco (Windorf, n. 2000)
- Maximilian Beier, calciatore tedesco (Brandeburgo sulla Havel, n. 2002)
- Maximilian Beister, ex calciatore tedesco (Gottinga, n. 1990)
- Maximilian Breunig, calciatore tedesco (Würzburg, n. 2000)
- Maximilian Dietz, calciatore statunitense (New York, n. 2002)
- Maximilian Dittgen, calciatore tedesco (Moers, n. 1995)
- Maximilian Eggestein, calciatore tedesco (Hannover, n. 1996)
- Maximilian Entrup, calciatore austriaco (Vienna, n. 1997)
- Maximilian Fillafer, calciatore austriaco (n. 2004)
- Maximilian Göppel, calciatore liechtensteinese (Vaduz, n. 1997)
- Max Hagmayr, ex calciatore austriaco (n. 1956)
- Maximilian Hofmann, calciatore austriaco (Vienna, n. 1993)
- Maximilian Karner, ex calciatore austriaco (Salisburgo, n. 1990)
- Max Kilman, calciatore inglese (Londra, n. 1997)
- Maximilian Knöll, calciatore austriaco
- Max Kruse, ex calciatore tedesco (Reinbek, n. 1988)
- Maximilian Mbaeva, calciatore namibiano (Gobabis, n. 1989)
- Max Meyer, calciatore tedesco (Oberhausen, n. 1995)
- Maximilian Mittelstädt, calciatore tedesco (Berlino, n. 1997)
- Max Morlock, calciatore tedesco (Norimberga, n. 1925 - Norimberga, † 1994)
- Maximilian Nicu, ex calciatore tedesco (Prien am Chiemsee, n. 1982)
- Maxi Oyedele, calciatore polacco (Salford, n. 2004)
- Maximilian Philipp, calciatore tedesco (Berlino, n. 1994)
- Maximilian Rossmann, calciatore tedesco (Halberstadt, n. 1995)
- Maximilian Sauer, calciatore tedesco (Salzgitter, n. 1994)
- Maximilian Sax, calciatore austriaco (Baden, n. 1992)
- Maximilian Thalhammer, calciatore tedesco (Frisinga, n. 1997)
- Maximilian Thiel, ex calciatore tedesco (Altötting, n. 1993)
- Maximilian Ullmann, calciatore austriaco (Linz, n. 1996)
- Maximilian Wancura, calciatore austriaco (Floridsdorf, n. 1885 - Vienna, † 1965)
- Maximilian Wittek, calciatore tedesco (Frisinga, n. 1995)
- Maximilian Wöber, calciatore austriaco (Vienna, n. 1998)

## Canoisti(2)
- Maximilian Benassi, canoista italiano (Colonia, n. 1986)
- Maximilian Raub, canoista austriaco (Vienna, n. 1926 - Vienna, † 2019)

## Canottieri(3)
- Maximilian Munski, canottiere tedesco (Lubecca, n. 1988)
- Maximilian Planer, canottiere tedesco (Bernburg, n. 1993)
- Maximilian Reinelt, canottiere tedesco (Ulm, n. 1988 - Sankt Moritz, † 2019)

## Cantanti(2)
- Max Herre, cantante e produttore discografico tedesco (Stoccarda, n. 1973)
- Maximilian Mutzke, cantante tedesco (Waldshut-Tiengen, n. 1981)

## Cardinali(3)
- Maximilian Gandolph von Künburg, cardinale austriaco (Graz, n. 1622 - Salisburgo, † 1687)
- Maximilian Joseph Gottfried Sommerau Beeckh, cardinale e arcivescovo cattolico austriaco (Vienna, n. 1769 - Olomouc, † 1853)
- Maximilian Joseph von Tarnóczy, cardinale e arcivescovo cattolico austriaco (Schwaz, n. 1806 - Salisburgo, † 1876)

## Cestisti(6)
- Max DiLeo, cestista statunitense (Filadelfia, n. 1993)
- Max Heidegger, cestista statunitense (Los Angeles, n. 1997)
- Max Hopfgartner, cestista austriaco (Salisburgo, n. 1992)
- Maximilian Kleber, cestista tedesco (Würzburg, n. 1992)
- Maximilian Ladurner, cestista italiano (Merano, n. 2001)
- Maximilian Ugrai, cestista tedesco (Bad Mergentheim, n. 1995)

## Ciclisti su strada(3)
- Maximilian Kabas, ciclista su strada austriaco (Scheibbs, n. 2001)
- Maximilian Schachmann, ciclista su strada tedesco (Berlino, n. 1994)
- Max Walscheid, ciclista su strada tedesco (Neuwied, n. 1993)

## Compositori(1)
- Max Steiner, compositore austriaco (Vienna, n. 1888 - Hollywood, † 1971)

## Compositori di scacchi(1)
- Philipp von Klett, compositore di scacchi e militare tedesco (Ludwigsburg, n. 1833 - Calw, † 1910)

## Diplomatici(1)
- Maximilian Ulrich von Kaunitz, diplomatico e politico austriaco (Vienna, n. 1679 - Brno, † 1746)

## Dirigenti d'azienda(1)
- Maximilian Schindele, dirigente d'azienda tedesco (Lindau, n. 1933 - Martignano, † 2013)

## Dirigenti sportivi(1)
- Maximilian Sciandri, dirigente sportivo e ciclista su strada italiano (Derby, n. 1967)

## Disc jockey(1)
- WestBam, disc jockey e musicista tedesco (Münster, n. 1965)

## Fisici(1)
- Maximilian Haider, fisico austriaco (Freistadt, n. 1950)

## Fisiologi(1)
- Maximilian von Frey, fisiologo austriaco (Salisburgo, n. 1852 - Würzburg, † 1932)

## Generali(12)
- Maximilian de Angelis, generale austriaco (Budapest, n. 1889 - Graz, † 1974)
- Maximilian von Edelsheim, generale tedesco (Berlino, n. 1897 - Costanza, † 1994)
- Maximilian Vogel von Falckenstein, generale prussiano (Berlino, n. 1839 - Dolzig, † 1917)
- Maximilian Fretter-Pico, generale tedesco (Karlsruhe, n. 1892 - Kreuth, † 1984)
- Maximilian von Höhn, generale tedesco (Kitzingen, n. 1859 - Starnberg, † 1939)
- Maximilian von Laffert, generale tedesco (Lindau, n. 1855 - Francoforte sul Meno, † 1917)
- Maximilian von Merveldt, generale e diplomatico austriaco (Münster, n. 1764 - Londra, † 1815)
- Maximilian von Prittwitz, generale tedesco (Bernstadt, n. 1848 - Berlino, † 1917)
- Maximilian Lorenz von Starhemberg, generale austriaco (n. 1640 - Magonza, † 1689)
- Maximilian Wengler, generale tedesco (Roßwein, n. 1890 - Pillau-Neutief, † 1945)
- Maximilian von Schenckendorff, generale tedesco (Prenzlau, n. 1875 - Krummhübel, † 1943)
- Maximilian von Weichs, generale tedesco (Dessau, n. 1881 - Bornheim, † 1954)

## Giocatori di football americano(4)
- Maximilian von Garnier, ex giocatore di football americano e allenatore di football americano tedesco (Berlino, n. 1971)
- Maximilian Grewe, ex giocatore di football americano tedesco (n. 1986)
- Max Pircher, giocatore di football americano italiano (Bressanone, n. 1999)
- Maximilian Wild, giocatore di football americano tedesco (Rosenheim, n. 1990)

## Giornalisti(1)
- Maximilian Harden, giornalista tedesco (Berlino, n. 1861 - Montana, † 1927)

## Hockeisti su prato(1)
- Maximilian Müller, hockeista su prato tedesco (Norimberga, n. 1987)

## Linguisti(1)
- Maximilian Berlitz, linguista tedesco (Mühringen, n. 1852 - New York, † 1921)

## Medici(2)
- Max Bartels, medico e etnologo tedesco (Berlino, n. 1843 - Berlino, † 1904)
- Maximilian Bircher-Benner, medico svizzero (Aarau, n. 1867 - Zurigo, † 1939)

## Militari(5)
- Maximilian Bayer, militare prussiano (Karlsruhe, n. 1872 - Nomeny, † 1917)
- Maximilian Ulysses Browne, militare irlandese (Basilea, n. 1705 - Praga, † 1757)
- Maximilian Karl Lamoral O'Donnell, militare austriaco (Vienna, n. 1812 - Salisburgo, † 1895)
- Maximilian von Schwartzkoppen, ufficiale prussiano (Potsdam, n. 1850 - Berlino, † 1917)
- Maximilian Wimpffen, militare austriaco (Münster, n. 1770 - Vienna, † 1854)

## Musicisti(1)
- Maximilian Hecker, musicista tedesco (Heidenheim an der Brenz, n. 1977)

## Naturalisti(1)
- Maximilian zu Wied-Neuwied, naturalista e etnologo tedesco (Neuwied, n. 1782 - Neuwied, † 1867)

## Nobili(3)
- Maximilian von Arco-Zinneberg, nobile austriaco (Rennertshofen, n. 1811 - Merano, † 1885)
- Maximilian von Hohenberg, nobile austriaco (Vienna, n. 1902 - Vienna, † 1962)
- Maximilian von Pernstein, nobile e religioso ceco (n. 1575 - Roma, † 1593)

## Oculisti(1)
- Maximilian Joseph von Chelius, oculista e chirurgo tedesco (Mannheim, n. 1794 - Heidelberg, † 1876)

## Pattinatori di velocità su ghiaccio(1)
- Max Stiepl, pattinatore di velocità su ghiaccio austriaco (n. 1914 - † 1992)

## Piloti automobilistici(4)
- Max Fewtrell, pilota automobilistico britannico (Birmingham, n. 1999)
- Maximilian Götz, pilota automobilistico tedesco (Ochsenfurt, n. 1986)
- Maximilian Günther, pilota automobilistico tedesco (Oberstdorf, n. 1997)
- Max de Terra, pilota automobilistico svizzero (Zurigo, n. 1918 - Zurigo, † 1982)

## Piloti motociclistici(2)
- Maximilian Kofler, pilota motociclistico austriaco (Vöcklabruck, n. 2000)
- Maximilian Scheib, pilota motociclistico cileno (Santiago del Cile, n. 1995)

## Pistard(4)
- Maximilian Beyer, ex pistard e ciclista su strada tedesco (Nordhausen, n. 1993)
- Maximilian Dörnbach, pistard tedesco (Heilbad Heiligenstadt, n. 1995)
- Maximilian Levy, ex pistard tedesco (Berlino, n. 1987)
- Maximilian Schmidbauer, pistard e ciclista su strada austriaco (Vienna, n. 2001)

## Pittori(2)
- Max Haushofer, pittore tedesco (Castello di Nymphenburg, n. 1811 - Starnberg, † 1866)
- Max Kurzweil, pittore e incisore austriaco (Bzenec, n. 1867 - Vienna, † 1916)

## Politici(9)
- Adolf Tortilowicz von Batocki-Friebe, politico tedesco (Cranz, n. 1868 - Cranz, † 1944)
- Maximilian von Gagern, politico, diplomatico e nobile tedesco (Weilburg, n. 1810 - Vienna, † 1889)
- Maximilian Krah, politico tedesco (Dresda, n. 1977)
- Massimiliano di Baden, politico tedesco (Baden-Baden, n. 1867 - Salem, † 1929)
- Maximilian von Montgelas, politico tedesco (Monaco di Baviera, n. 1759 - Monaco di Baviera, † 1838)
- Maximilian von Pelkhoven, politico e giurista tedesco (Straubing, n. 1796 - Monaco di Baviera, † 1864)
- Maximilian Reimann, politico, giornalista e giurista svizzero (Oberhof, n. 1942)
- Otto Strasser, politico tedesco (Bad Windsheim, n. 1897 - Monaco di Baviera, † 1974)
- Maximilian von und zu Trauttmansdorff, politico e nobile austriaco (Graz, n. 1584 - Vienna, † 1650)

## Poliziotti(1)
- Maximilian Grabner, poliziotto e criminale di guerra austriaco (Vienna, n. 1905 - Cracovia, † 1948)

## Principi(1)
- Maximilian von Waldburg-Wolfegg-Waldsee, principe e politico tedesco (Waldsee, n. 1863 - Coira, † 1950)

## Pugili(1)
- Max Baer, pugile e attore statunitense (Omaha, n. 1909 - Los Angeles, † 1959)

## Rapper(1)
- Kontra K, rapper tedesco (Berlino, n. 1987)

## Registi(1)
- Max Ophüls, regista e sceneggiatore tedesco (Saarbrücken, n. 1902 - Amburgo, † 1957)

## Saltatori con gli sci(2)
- Maximilian Mechler, ex saltatore con gli sci tedesco (Isny im Allgäu, n. 1984)
- Maximilian Ortner, saltatore con gli sci austriaco (n. 2002)

## Scacchisti(1)
- Max Judd, scacchista statunitense (Tenczynek, n. 1851 - Saint Louis, † 1906)

## Sciatori alpini(3)
- Maximilian Hammer, ex sciatore alpino statunitense (n. 1988)
- Maximilian Lahnsteiner, ex sciatore alpino austriaco (Gmunden, n. 1996)
- Maximilian Schwarz, sciatore alpino tedesco (n. 2002)

## Scrittori(1)
- Max Shulman, scrittore e giornalista statunitense (Saint Paul, n. 1919 - Hollywood, † 1998)

## Tennisti(1)
- Maximilian Marterer, tennista tedesco (Norimberga, n. 1995)

## Teorici della musica(1)
- Maximilian Friedrich Gustav Adolf Salvemini, teorico della musica olandese (Utrecht, n. 1747 - † 1814)

## Vescovi cattolici(2)
- Maximilian Prokop von Toerring-Jettenbach, vescovo cattolico tedesco (Monaco di Baviera, n. 1739 - † 1789)
- Maximilian Christof von Rodt, vescovo cattolico tedesco (Kehl, n. 1717 - Meersburg, † 1800)